# Mars Red
Mars Red (с англ. — «Марс красный») — изначально театральные постановки на основе оригинального сценария Бунъо Фудзисавы, шедшие с 2013 года, а позже адаптированные в виде манги с иллюстрациями Кэмури Каракары и аниме-сериала студии Signal.MD. Манга издавалась издательством Mag Garden в 2020-2021 годах. По мотивам манги студией Signal.MD был снят аниме-сериал, его премьера прошла с апреля по июнь 2021 года.

## Сюжет
История происходит в мире, наряду с людьми населённом вампирами, в 1923 году, эпоха Тайсё. Число вампиров стало увеличиваться, и появился таинственный искусственный источник крови, называемый Аскра. Японское правительство, в свою очередь, создаёт в армии подразделение под кодовым названием «Нулевой код», цель которого — уничтожить силы вампиров. Для отслеживания вампиров был создан отряд из вампиров, инициатором которого выступил генерал-лейтенант Накадзима. Подразделение изначально занималось информационной войной, но было переназначено для решения кризиса вампиров.

## Персонажи
Ёсинобу Маэда (яп. 前田 義信 Маэда Ёсинобу)
Сютаро Курусу (яп. 栗栖 秀太郎 Курусу Сю:таро:)
Токуити Ямагами (яп. 山上 徳一 Ямагами Токуити)
Сува (яп. スワ)
Такэути (яп. タケウチ)
Соносукэ Накадзима (яп. 中島宗之助  Накадзима Соносукэ)
Дифрот (яп. デフロット Дэфуротто)
Сирасэ Аой (яп. 白瀬 葵 Аой Сирасэ)

## Медиа

### Спектакли
Первый спектакль прошёл в 2013 году, за ним последовали постановки в 2015 и 2017 годах.

### Манга
Манга написана Бунъо Фудзисавой и проиллюстрирована Кэмурой Каракарой. С 4 января 2020 года по 5 июля 2021 года издавалась в журнале Monthly Comic Garden.
В России изданием манги занимается издательство «Истари комикс».

#### Список томов
| № | Японский        | Японский               | Русский           | Русский                |
| № | Дата публикации | ISBN                   | Дата публикации   | ISBN                   |
| - | --------------- | ---------------------- | ----------------- | ---------------------- |
| 1 | 29 мая 2020     | ISBN 978-4-80-000979-1 | 14 декабря 2022   | ISBN 978-5-907340-87-9 |
| 2 | 14 апреля 2021  | ISBN 978-4-80-001076-6 | 14 декабря 2022   | ISBN 978-5-907340-88-6 |
| 3 | 14 июля 2021    | ISBN 978-4-80-001113-8 | 22 июня 2023 года | ISBN 978-5-907340-89-3 |

### Аниме
4 июля 2019 года Mag Garden анонсировала сериал, производством занялась студия Signal.MD совместно с Yomiuri TV и американской компанией Funimation под контролем режиссёра Кохэй Хатано по сценарию автора манги Бунъо Фудзисавы и Дзюнъити Фудзисаку. За дизайн персонажей отвечает иллюстратор манги Кэмури Каракара, а за музыкальное оформление — Тосиюки Муранака. Премьера сериала состоялась 6 апреля 2021 года на телеканале YTE. В начальной заставке звучит песня «Seimei no Aria» (яп. 生命のアリア Сэйм
эй но ариа, «Ария жизни») в исполнении Wagakki Band, в завершающей — «ON MY OWN» в исполнении Hyde.

## Критика
Премьера аниме получила средние оценки от критиков. Особо была отмечена артистическая часть сериала: и режиссура, и анимация выполнена качественно и стильно, возможно, даже излишне театрально.
Английский дубляж аниме был сочтен в разборе ANN одним из пяти лучших для весеннего сезона аниме 2021 года/.

## Примечание
1. ↑  Rafael Antonio Pineda. Mars Red Anime's Video Previews Ending Song by HYDE (англ.). Anime News Network (3 марта 2021). Дата обращения: 4 апреля 2021. Архивировано 17 апреля 2021 года.
2. ↑  Kemuri Karakara's Mars Red Manga Launches on January 4. Anime News Network (5 декабря 2019). Дата обращения: 5 декабря 2019. Архивировано 2 июня 2021 года.
3. ↑  В ряду коротких серий от «Истари» грядёт пополнение, ведь мы издадим трёхтомную мангу «Красный Марс»! 🦇🔥. Истари комикс. Дата обращения: 12 ноября 2022.
4. ↑  MARS RED 1｜マッグガーデン (яп.). マッグガーデン. Дата обращения: 12 ноября 2022. Архивировано 12 ноября 2022 года.
5. ↑  MARS RED 2｜マッグガーデン (яп.). マッグガーデン. Дата обращения: 12 ноября 2022. Архивировано 12 ноября 2022 года.
6. ↑  MARS RED 3｜マッグガーデン (яп.). マッグガーデン. Дата обращения: 12 ноября 2022. Архивировано 12 ноября 2022 года.
7. ↑  MARS RED Vampire Stage Productions Get TV Anime in 2021. Anime News Network (6 февраля 2020). Дата обращения: 6 февраля 2020. Архивировано 2 июня 2021 года.
8. ↑  Wagakki Band Performs Mars Red Anime's Opening Song. Anime News Network (4 января 2021). Дата обращения: 4 января 2021. Архивировано 10 мая 2021 года.
9. ↑  Mars Red Anime's Video Previews Ending Song by HYDE. Anime News Network (3 марта 2021). Дата обращения: 3 марта 2021. Архивировано 17 апреля 2021 года.
10. 1 2  The Spring 2021 Preview Guide - MARS RED (англ.). Anime News Network (1 января 2021). Дата обращения: 21 мая 2021. Архивировано 21 мая 2021 года.
11. ↑  Cartoon Cipher. Best Anime Dubs You Can Watch Right Now (Spring 2021) (англ.). Anime News Network (7 мая 2021). Дата обращения: 21 мая 2021. Архивировано 21 мая 2021 года.